# Baljci (Tomislavgrad)
Baljci es un pueblo de la municipalidad de Tomislavgrad, en Bosnia y Herzegovina.

## Superficie
Posee una superficie de 20,39 kilómetros cuadrados.

## Demografía
Hasta 1991 la población era de 43 habitantes.